# 迈济耶尔 (上马恩省)
迈济耶尔（法語：Maizières，法語發音：[mɛzjɛʁ] ⓘ）是法国上马恩省的一个市镇，属于圣迪济耶区。

## 地理
迈济耶尔（48°29'35"N, 5°4'1"E）面积11.7 平方千米，位于法国大東部大區上马恩省，该省份为法国东北部内陆省份，北起马恩省和默兹省，西接奥布省，西南接科多尔省，东南接上索恩省，东临孚日省。
与迈济耶尔接壤的市镇（或旧市镇、城区）包括：沙通吕-索梅尔蒙、舍维永、费镇、马恩河畔拉什库尔、索芒库尔、特鲁瓦方丹拉维尔。

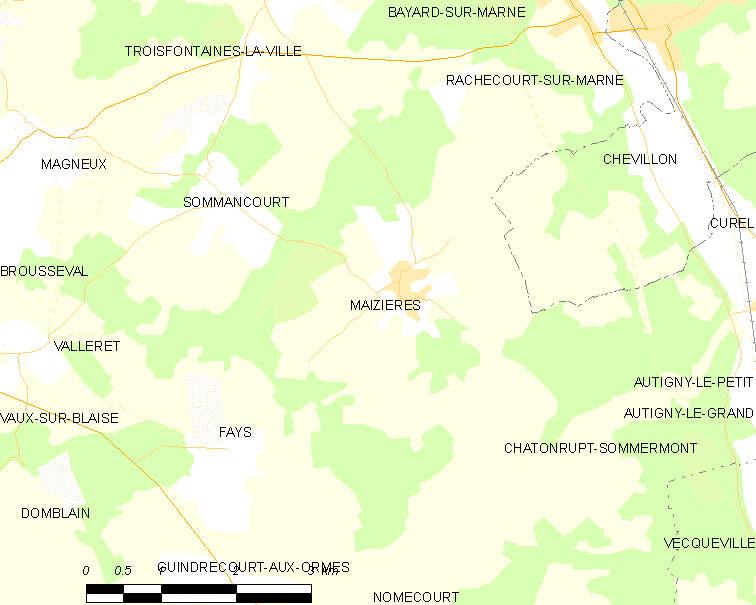
的OSM定位图

迈济耶尔的时区为UTC+01:00、UTC+02:00（夏令时）。

## 行政
迈济耶尔的邮政编码为52300，INSEE市镇编码为52302。

## 政治
迈济耶尔所属的省级选区为厄尔维尔-比安维尔县。

## 人口

1962-2008年间人口变化图示

迈济耶尔于2022年1月1日时的人口数量为184人。